# Baure (peuple)
Les Baure sont une ethnie de l'Amazonie bolivienne habitant dans l'est du département de Beni.  Leur langue, le baure appartient à la famille arawak.

## Histoire
Les jésuites, lors de leurs premiers contacts avec cette ethnie jugent leur culture développée. On leur attribue, ainsi qu'aux mojeños les grands travaux hydrauliques (collines artificielles, terre-plein) réalisés dans les savannes mojeñas à l'époque précolombienne. En 1720, ils sont rassemblés dans la réduction jésuite de Magdalena, de même que d'autres peuples de langue similaire. Ils rejoignent aussi d'autres missions créées postérieurement. Un phénomène d'acculturation apparait peu à peu du fait de leur mélange avec d'autres ethnies, de l'influence des missionnaires et de l'arrivée de Boliviens provenant du sud du pays pour se livrer à l'exploitation des heveas lors du boom du caoutchouc. La langue Baure n'est actuellement plus parlée que par quelques anciens.

## Organisation
Les communautés Baure conservent l'institution du cabildo indigène, héritage de la période coloniale. L'ensemble des cabildos forme la Subcentral indígena del pueblo Baure basée à Baures et affiliée à la Central de pueblos indígenas del Beni (CPIB).

## Population
Les Baure sont principalement présents dans les municipios de Baures, Huacaraje (es) et Magdalena et dans la localité de Concepción. Le reste se répartit entre plusieurs communautés. Les Baures estiment leur population à 1 000 habitants. Néanmoins, selon un recensement des indigènes des terres basses de Bolivie, ils seraient seulement 590.

## Activités économiques
Au sein des communautés, ils pratiquent l'agriculture et l'élevage. Ils vivent aussi de l'artisanat, se spécialisant dans la production de hamacs en coton, de chapeaux et d'autres produits en fibres végétales. Les hommes travaillent aussi dans les grandes estancias productrices de viande bovine tandis que les femmes effectuent des travaux ménagers dans les environnements urbains.